# Сокомпа
Сокомпа (исп. Socompa) — стратовулкан на границе чилийской области Антофагаста и аргентинской провинции Сальта. Вулкан представляет собой большой комплекс, известный отложениями, которые образовались в результате смещения, что является наилучшим сохранившимся примером подобных отложений. До вулкана довольно трудно добраться, что, однако, возможно как с севера, от перевала Мисканти, так и с запада, от медной шахты Эскондида.